# Trinquet de Pedreguer
El trinquet de Pedreguer és la canxa municipal pedreguera de pilota valenciana, tant per al joc de pilota amateur com per a partides professionals d'escala i corda o pilota a raspall cada dissabte.
Inaugurat l'any 1976, a Pedreguer abans hi havia un altre trinquet que només obria per a partides de fira en desembre, fins que l'ajuntament va decidir fer-ne un cobert i amb llum elèctrica: el trinqueter, Enriquito d'Alzira, va ser decisiu en la configuració del terreny de joc, ja que va acompanyar l'arquitecte i els tècnics a Monòver per a provar les lloses de la canxa, i va demanar que no hi haguera llotgeta en el dau. La Diputació d'Alacant va accedir a sufragar la construcció després de la inauguració: eixe dia, Enriquito va programar dos partides amb grans figures d'aquella època: en la primera, Antoniet i Peris contra Rovellet i el Roget de Riola; en la segona, els germans Paco i Pepe Genovés contra el trio d'Eusebio, Xatet II i Gómez.
L'any 2015 va albergar la festa de presentació de les escoles de pilota del Consorci Esportiu de la Marina Alta, amb l'actuació del cantant bellreguardí Vicent Savall. L'any 2016 el trinquet pedreguer va acollir una sèrie de cites destacades: el 30 d'abril, el Club de Pilota Pedreguer va homenajar als figures locals el Xato, Pizarro, Alberto, Ramonet, Pere i Jeffry; el 6 d'agost es va programar, per primera volta, una partida de raspall femení amb les campiones de l'especialitat. i el 6 de desembre va celebrar els quaranta anys de la inauguració amb la presència de velles glòries, l'actuació de Savall i de Lluís el Sifoner i sengles partides a l'alt (Puchol II i Fèlix contra Genovés II, Pere i Monrabal) i a raspall (Moltó i Moro per a Jeffry, Sanchis i Néstor).
- Vista exterior
- Interior: escala i galeria del rest
- Senyal del CEIP Trinquet